# Jangada

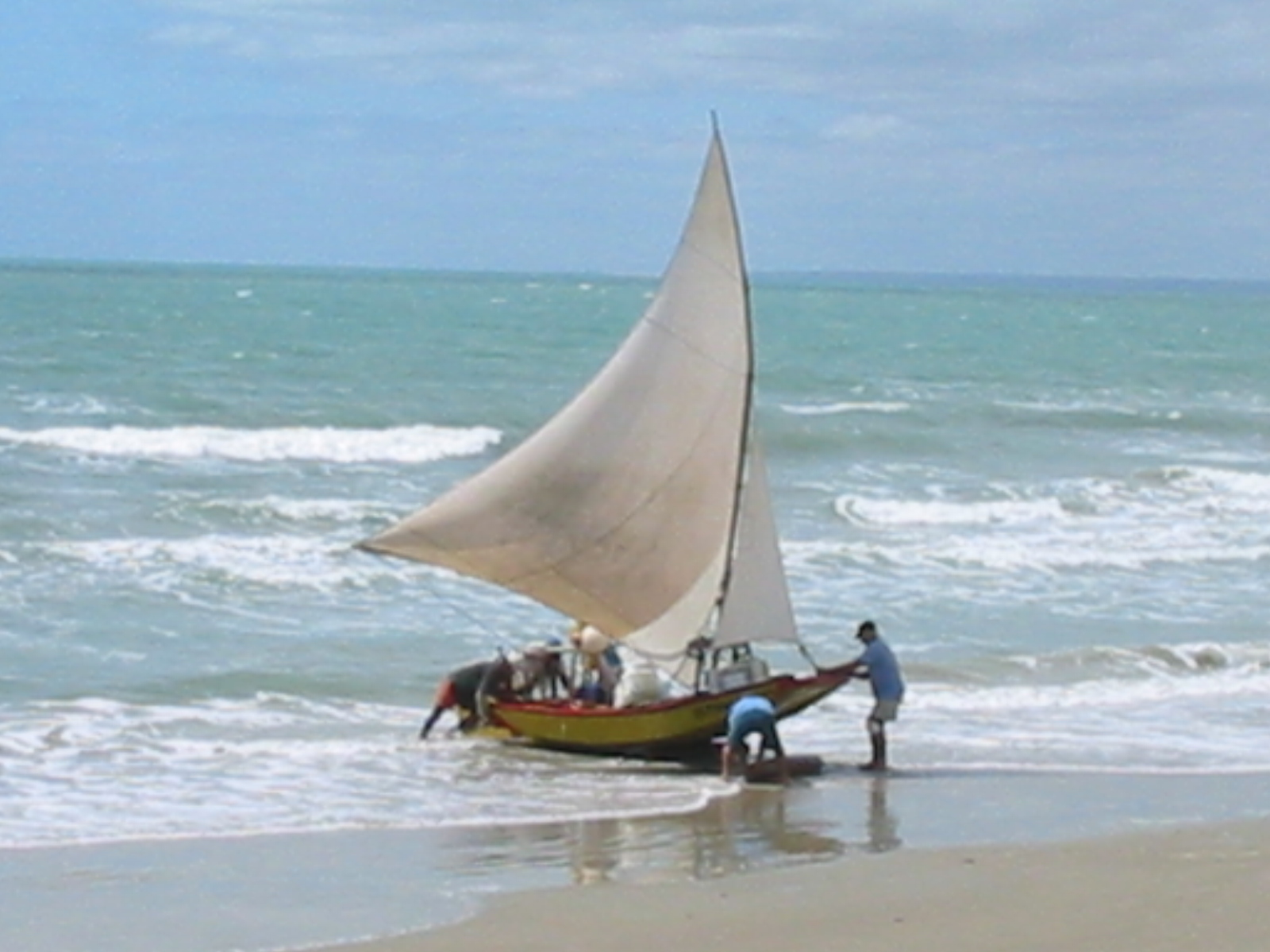
Jangada, moderne Bauform „Jangada de Tábua“

Jangadas sind hochseetüchtige Segelflöße, die an der Küste von Nordost-Brasilien, besonders im Bundesstaat Ceará, zum Fischfang benutzt werden.

## Geschichte
Im 15. Jahrhundert trafen die Portugiesen im Nordosten Brasiliens auf Einheimische, die mit Hilfe schmaler Flöße Fischfang auf den Flüssen und Lagunen betrieben. Ähnliche Flöße hatten die Portugiesen in Indien gesehen. In Anlehnung an diese dort Jangas genannten Fahrzeuge nannten die Portugiesen die brasilianischen Flöße Jangadas. Als Fische und Krebse in Küstennähe knapp wurden, musste die Bauart der Flöße angepasst werden. Sie erhielten Segel, ein einsteckbares Kielschwert und wurden mit Hilfe von Holznägeln statt mit Seilen zusammengefügt.

## Der Schwimmkörper
Bis um das Jahr 1990 war die „Jangada de Pau do Pará“ aus Stämmen bzw. Barren noch allgemein in Gebrauch – aus dem Balsaholz gefertigt, welches aus dem Bundesstaat Pará kommt.
In der ursprünglichen Form besteht die Jangada aus sechs etwa 5 – 7 m langen Leichtholz-Barren, die mit der Axt so behauen werden, dass sie sich zu einer leicht geschwungenen und von hinten nach vorn leicht verjüngenden Plattform zusammenfügen lassen. Die mittleren (meios) und die daran angrenzenden (mimburas) Planken sind am stärksten ausgebildet, die äußeren (bordos), die den Abschluss bilden, sind schlanker und leichter ausgeführt. Sie werden durch Seile und Hartholzkeile miteinander verbunden, die im Wasser aufquellen und so gut wie Schrauben halten. Nach der Überlieferung durften beim Bau einer Jangada keine Metallschrauben Verwendung finden, sonst war das Gefährt zum Sinken vorherbestimmt.

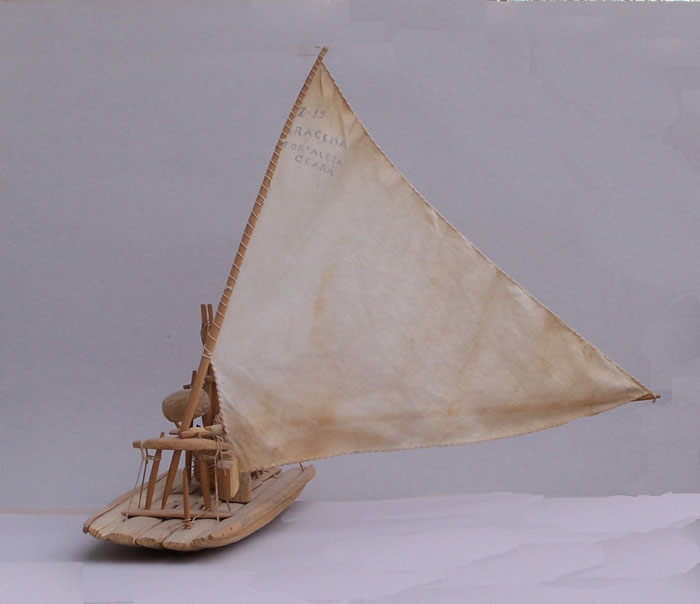
Jangada-Modell Vorderansicht
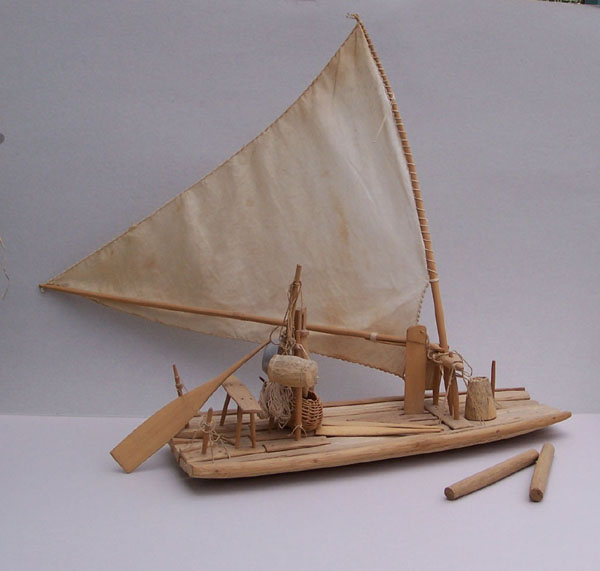
Jangada-Modell Seitenenansicht
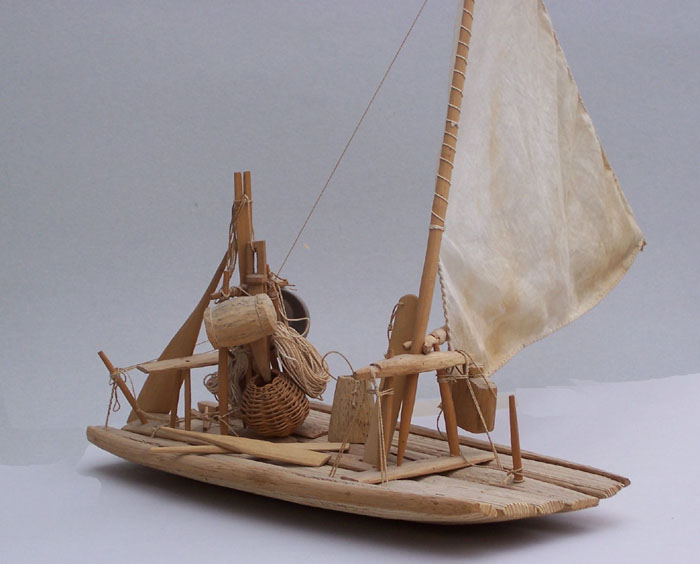
Jangada-Modell Details
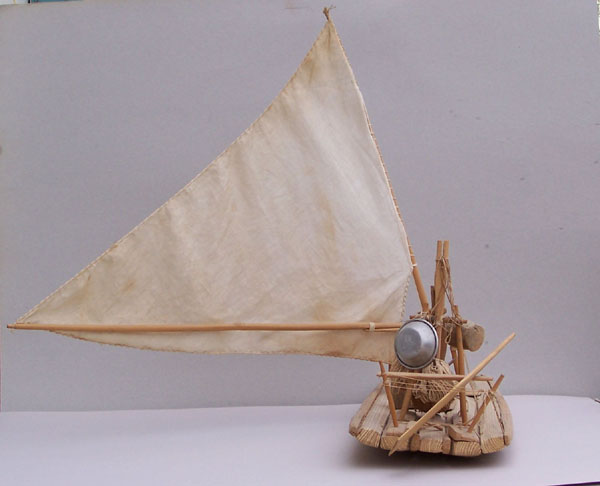
Jangada-Modell Heckansicht

Für die Aufbewahrung der Verpflegung und der Fischereigeräte sowie der Beute werden Körbe und Netze benutzt, die an einem Pfosten auf dem hinteren Abschnitt des Floßes aufgehängt werden. Gleich anschließend befindet sich dort auch ein zweiter Bock als eine Art Tisch und Stütze zum Ausruhen.
Im vorderen Drittel und mittig befinden sich ein Mastfuß und ein Bock mit einem Loch, die den herausnehmbaren Mast halten. Auf dem hinteren Drittel ist eine Halterung montiert, an der alle Ausrüstungsgegenstände des Flosses, wie Taue, Paddel, Anker, Fischkorb und persönliche Utensilien der Fischer, fest vertäut sind. Auf dem Heckteil ist die fest eingelassene Bank des Steuermanns, der gleichzeitig der Jangada-Kapitän ist.

## Die Besegelung und Steuerung
Das dreieckig geschwungene Segel ist an seinem Vorliek durch Verschnürung fest mit dem Mast verbunden und kann so aufgerollt und zusammen mit dem Mast herausgenommen werden. Das vergleichsweise lange Unterliek wird an einer Schlaufe am Schothorn mit einem Baum ausgespannt. Der Baum hat eine Gabelung, mit der er sich oberhalb des Bocks gegen den Mast stützt.
Der im oberen Ende leicht gebogene Mast steht selten senkrecht, je nach Lage des Kurses und des Windes wird er in verschiedene Löcher des Mastfußes eingesteckt und hält so das Segel in der jeweils günstigsten Stellung zum Wind. Mit der Segelstellung wird also die Fahrtrichtung festgelegt.
In freigelassene Spalte am Heck zwischen dem mittelsten Stamm und den beiden danebenliegenden Stämmen werden breite Paddel eingesteckt, die etwa die Funktion von Kielschwertern haben und die seitliche Abdrift mindern.

## Modernere Bauweise

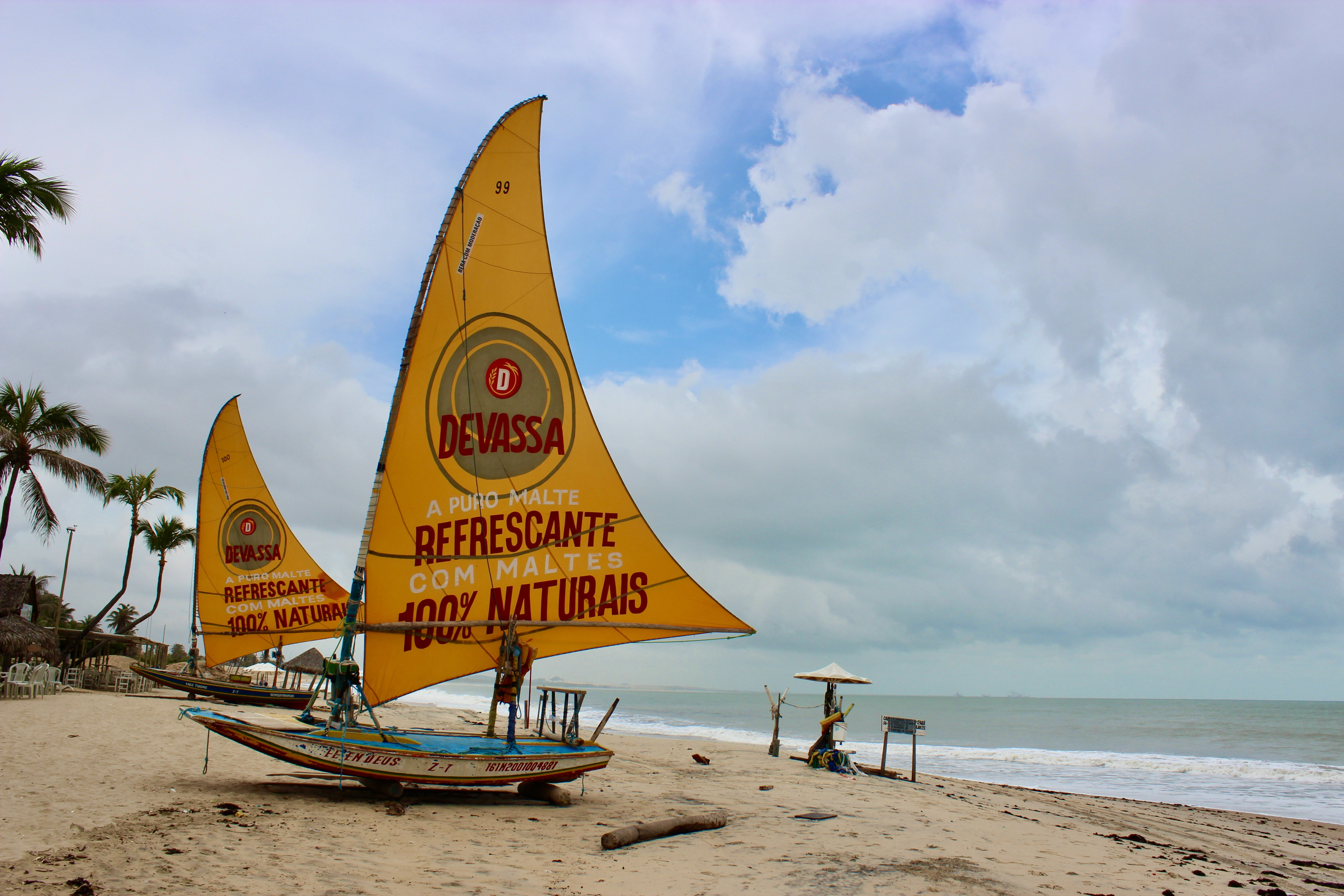
Jangadas am Strand von Cumbuco

Heutzutage ist die traditionelle „Jangada de Pau“ fast überall von der moderneren und vor allem langlebigeren „Jangada de Tábua“ (der „Brett-Jangada“) abgelöst worden: Statt mit Stämmen werden die Bootskörper mit gehobelten Planken und als dichte Hohlkörper mit etwa den gleichen Dimensionen wie die Stammflöße hergestellt. Das bietet den Vorteil, dass die erbeuteten Fische besser geschützt innerhalb des Hohlkörpers gelagert werden können. Auch dieser eher bootsähnliche Auftriebskörper wird jedoch auf der Fahrt von höheren Wellen überspült.

## Die Mannschaft
Die früheren „Jangadeiros“ standen barfüßig auf den Stämmen und schützten sich auf den mehrtägigen Fangfahrten gegen Wind, Salzwasser und brennende Sonne mit typischer braunroter Jacke und Hose sowie breitkrempigen weißen Hüten. Gefischt wurde von der etwa drei bis fünf Mann zählenden Mannschaft mit Handleinen und Haken. Des Nachts banden sie sich am Mast fest, um nicht von einer Welle von Bord gespült zu werden.
Der Jangada-Kapitän, der mestre de Jangada, steuert das Floß mit einem riesigen Heckruder und bestimmt, wo auf See angehalten wird, denn er hat die meiste Erfahrung, wo die Fischschwärme sich aufhalten. Der proeiro ist derjenige im Dreierteam einer Jangada, der mit Mast und Segel am besten umzugehen weiß, und der bico de proa ist sein Assistent, der ihm in allen Nebenarbeiten zur Hand geht.
Mit diesen Flößen wagen sich die Jangadeiros bis zu 120 Kilometer von der Küste weg auf das Meer, wo sie Haie und Seeschildkröten harpunieren und Fische angeln.